# Пурегон

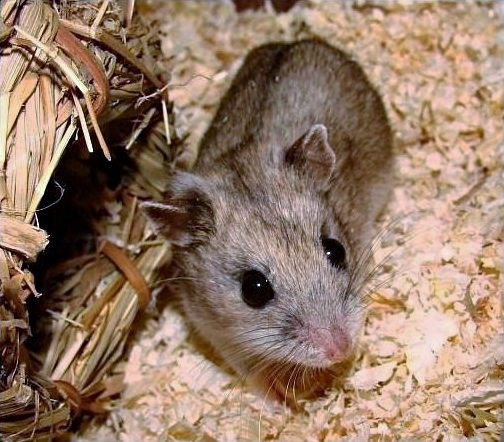
Китайский хомячок Cricetulus griseus, чьи яичники используются для производства Пурегона

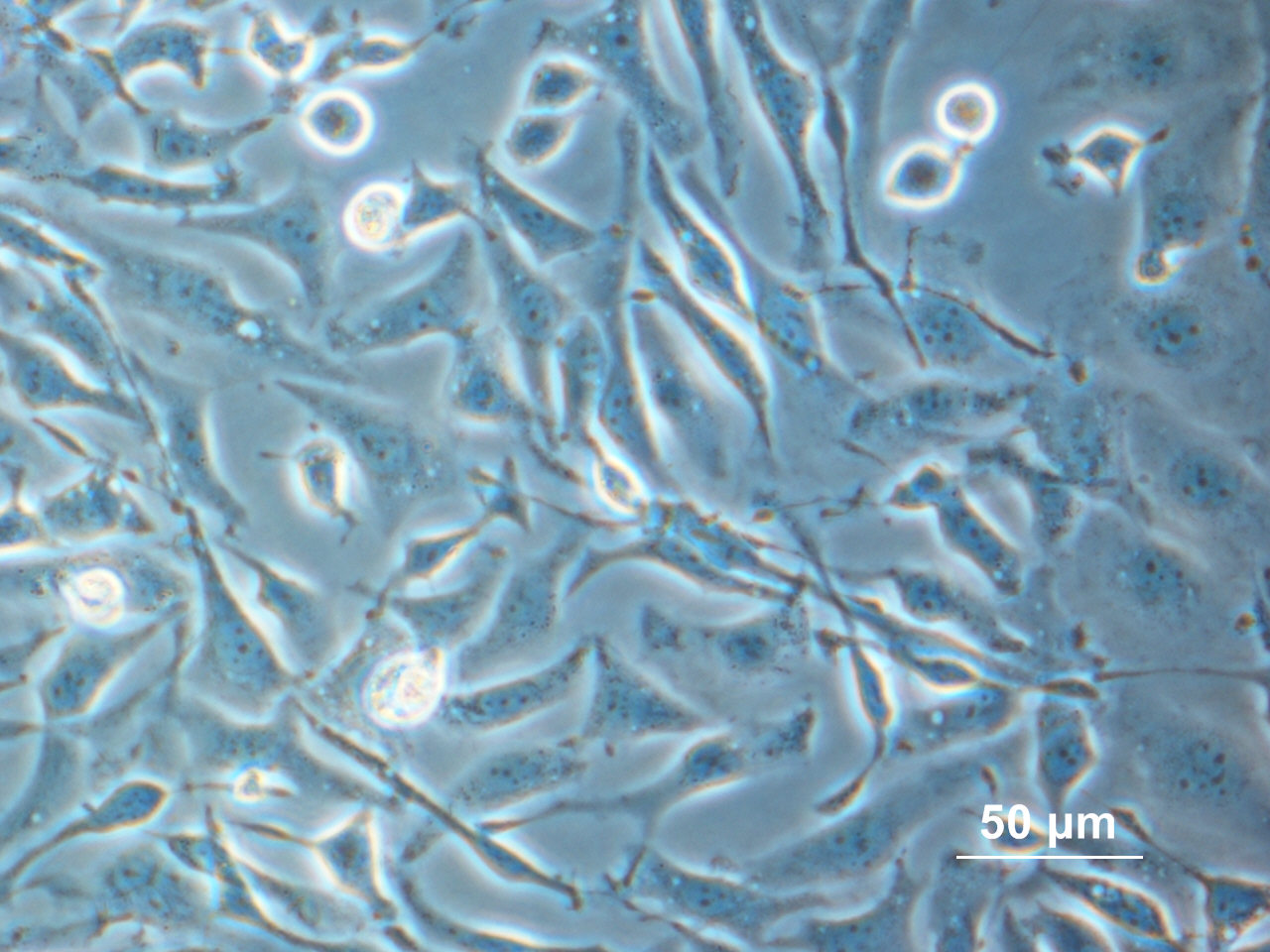
Клетки яичника китайского хомячка под микроскопом

Пурегон (Puregon) — фолликулостимулирующее средство. Восполняет дефицит фолликулостимулирующего гормона (ФСГ) . Регулирует рост и созревание фолликулов аналогично действию ФСГ, вырабатываемого в передней доле гипофиза женщины. Используется в программах ЭКО и стимуляции овуляции.
Содержит рекомбинантный (то есть полученный с помощью генетической инженерии) фолликулостимулирующий гормон (ФСГ), который получают, используя культуру клеток яичников китайского хомячка Cricetulus griseus, в которые вводятся гены человеческого ФСГ.
С 1957 года бессмертная клеточная линия яичника китайского хомячка часто используется в биологических и медицинских исследованиях, а также в коммерческих целях при производстве терапевтических белков из-за быстрого роста в пробирке и высокой продукции белка.
Препарат Пурегон выпускается:
— в картриджах на 300 ед, 600 ед и 900 ед (вводится самостоятельно в живот инсулиновой иголкой с помощью ручки-инжектора Пурегон Пен, которая предназначена для многоразового использования, а также позволяет контролировать дозу)
— во флаконах на 50 и 100МЕ (вводится только при помощи шприца).

## История
ФСГ-содержащие препараты можно разделить на четыре группы:
1) Менотропин (Человеческий менопаузный гонадотропин), содержащий как ФСГ, так и ЛГ в соотношении 1:1);
2) Мочевой ФСГ;
3) Высокоочищенный мочевой ФСГ (мочевой ФСГ-HP);
4) Рекомбинантный ФСГ или (рФСГ).
С 1960-х выпускались два основных ФСГ-содержащих препарата: Humegon от голландской компании Organon и Pergonal от швейцарской компании Serono. Они использовались для стимулирования женских яичников в случаях нарушения овуляции. С 1978 года, когда родился первый ЭКО-ребенок, они стали использоваться для вспомогательных репродуктивных технологий, таких как ЭКО и искусственное осеменение в основном с целью гиперстимуляции яичников.
Поскольку менотропины и мочевой ФСГ содержали много мочевыводящих белковых примесей, стали проводиться исследования по дополнительной очистке препаратов, чтобы получить возможность вводить их подкожно.
В 1986 году швейцарская компания Serono выпустила препарат Metrodin в ампулах по 75 ME вместе с ампулами, содержащими 1 мл растворителя, для внутримышечных уколов. Метродин — гормон, полученный из мочи женщин в период менопаузы, и обладающий действием только ФСГ (фолликулостимулирующего гормона). Успех Метродина породил дальнейшие исследования по очистке искусственного ФСГ.
И в 1995 Сероно выпустила Metrodin HP (повышенной очистки), а Органон — препарат Follegon.
В конце 1996 года Сероно выпустила Gonal-F рекомбинантный ФСГ полученный из клеток китайского хомячка.
Пурегон был выпущен в 1997 году голландской компанией Organon International (в 2007 году была поглощена компанией Schering-Plough, которая в 2009 году вошла в американскую Мерк и Ко). Также была проведена широкая рекламная кампания среди голландских фармацевтов и гинекологов, используя скидки и различные возмещения при предъявлении квитанций, доходящие до 75 %.
В 1998 году Ассоциация гинекологов Голландии направила отчет в страховой Совет Фонда здравоохранения о том, что рекомбинантные гонадотропины безопаснее, и что они несут терапевтические и экономические выгоды по сравнению с мочевыми гонадотропинами. После этого в 1999 году Министерство здравоохранения Голландии ввело процедуру возмещения при покупке этих лекарств.